# Filiación (antropología)
El concepto de filiación es básico en las sociedades organizadas por parentesco, en la medida que permite a los miembros de una sociedad reconocer la pertenencia de una persona a un determinado segmento social. La filiación, en algunas sociedades, se establece por la línea de uno solo de los padres —dando lugar a los llamados linajes—.